# Nigramma mulieris
Nigramma mulieris är en fjärilsart som beskrevs av Embrik Strand 1917. Nigramma mulieris ingår i släktet Nigramma och familjen nattflyn. Inga underarter finns listade i Catalogue of Life.